# Չ
Cha, o Č’a (mayúscula: Չ; minúscula: չ; en armenio: չա) es la vigesimoquinta letra del alfabeto armenio. Representa la africada postalveolar aspirada sorda /t͡ʃʰ/ en ambos variedades del idioma armenio. Se suele ser romanizado con la letra Č’. Creada por Mesrop Mashtots en el siglo V d. C., tiene un valor numérico de 700. Su forma en mayúscula es visualmente similar a otra letra armenia, Sha (Շ). Su forma en minúscula también es similar a la letra latina Z (z).

## Galería

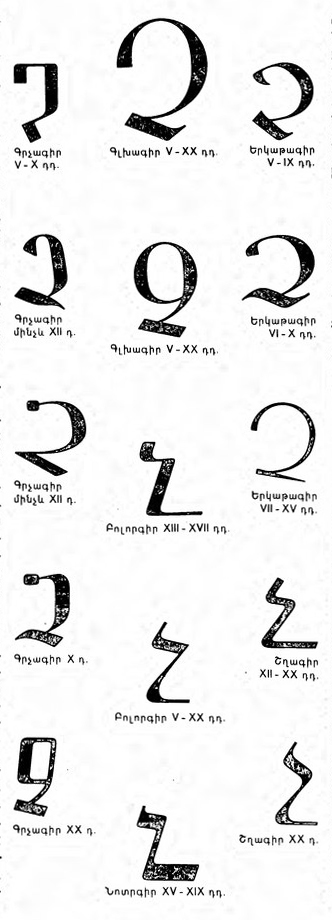
Varias fuentes históricas

Erkat'agir
Grchagir
Bolorgir
Notrgir
Shghagir
Forma tipográfica
Forma manuscrita

## Codificación
| Carácter      | Չ                           | Չ                           | չ                         | չ                         |
| ------------- | --------------------------- | --------------------------- | ------------------------- | ------------------------- |
| Unicode       | ARMENIAN CAPITAL LETTER CHA | ARMENIAN CAPITAL LETTER CHA | ARMENIAN SMALL LETTER CHA | ARMENIAN SMALL LETTER CHA |
| Codificación  | decimal                     | hex                         | decimal                   | hex                       |
| Unicode       | 1353                        | U+0549                      | 1401                      | U+0579                    |
| UTF-8         | 213 137                     | D5 89                       | 213 185                   | D5 B9                     |
| Ref. numérica | &#1353;                     | &#x549;                     | &#1401;                   | &#x579;                   |